# Hebeticoides denticulata
Hebeticoides denticulata är en insektsart som beskrevs av Fowler. Hebeticoides denticulata ingår i släktet Hebeticoides och familjen hornstritar. Inga underarter finns listade i Catalogue of Life.